# Muhammad Ridwan
Muhammad Ridwan (ur. 8 lipca 1980) – piłkarz indonezyjski grający na pozycji bocznego obrońcy.

## Kariera klubowa
Karierę piłkarską Ridwan rozpoczął w klubie PSIS Semarang. W 1999 roku zadebiutował w jego barwach w indonezyjskiej drugiej lidze. W 2001 roku awansował z nim do pierwszej ligi. W 2003 roku odszedł do drużyny Pelita Jaya, gdzie grał przez rok. Z kolei w 2004 roku występował w Persegi Gianyar. W 2005 roku wrócił do PSIS Semarang, którego zawodnikiem był do końca 2007 roku. Na początku 2008 roku ponownie trafił do Pelity Jaya. W latach 2010–2012 grał w klubie Sriwijaya FC. W 2012 przeszedł do klubu Persib Bandung.

## Kariera reprezentacyjna
W reprezentacji Indonezji Ridwan zadebiutował w 2006 roku. W 2007 roku został powołany przez selekcjonera Iwana Kolewa do kadry na Puchar Azji 2007. Na tym turnieju rozegrał 3 spotkania: z Bahrajnem (2:1), z Arabią Saudyjską (1:2) i z Koreą Południową (0:1).